# Cañada del Tabaco
Cañada del Tabaco är en ort i Mexiko.   Den ligger i kommunen Santiago Ixcuintla och delstaten Nayarit, i den centrala delen av landet, 700 km väster om huvudstaden Mexico City. Cañada del Tabaco ligger 8 meter över havet och antalet invånare är 1 636.
Terrängen runt Cañada del Tabaco är mycket platt. Runt Cañada del Tabaco är det ganska glesbefolkat, med 48 invånare per kvadratkilometer. Närmaste större samhälle är Villa Hidalgo, 13,2 km öster om Cañada del Tabaco. Trakten runt Cañada del Tabaco består till största delen av jordbruksmark.